# Mica Todorović
Mica Todorović (geb. 1900 in Sarajevo, Osmanisches Reich (heute Bosnien und Herzegowina); gest. 1981 ebenda) war eine jugoslawische Malerin. Sie gilt als „First Lady der Malerei in Bosnien und Herzegowina.“

## Leben und Werk
Mica Todorović wurde 1900 in Sarajevo geboren. Sie studierte an der Akademie der schönen Künste in Zagreb, als einzige Frau ihres Jahrgangs. Förderung erfuhr sie durch den Hochschullehrer und Künstler Ljubo Babić. Nach ihrem Abschluss ging sie nach Italien, wo sie von der Kunst der florentinischen Frührenaissance beeindruckt wurde. Im Jahr 1932 kehrte Todorović nach Sarajevo zurück. Das kulturelle Leben und ihr Künstlerkreis war nach der Kommunistischen Partei orientiert. Sie wandte sich 1937 ganz der Malerei zu. Todorović gilt als „First Lady der Malerei in Bosnien und Herzegowina“ und ist eng mit der Entwicklung der Kunst des seinerzeitigen Teilstaats verbunden. In den Jahren von 1939 bis 1941 arbeitete sie mit dem Verein „Collegium Artisticum“ zusammen. Sie gehörte zu den zehn Gründungsmitgliedern des Verbandes der bildenden Künstler Bosnien und Herzegowinas (ULUBiH). Im Zweiten Weltkrieg kam sie in das KZ Stara Gradiška und zur Zwangsarbeit in das nationalsozialistische Deutschland. Nach dem Weltkrieg stellte sie keine Menschen mehr auf ihren Werken dar.
Todorović wurde eine  der ersten Professorinnen an der neu gegründeten Hochschule für angewandte Kunst in Sarajevo und war auch Mitglied der Akademie der Wissenschaften und Künste der Volksrepublik Bosnien und Herzegowina. Im Jahr 1962 fuhr Todorović nach Paris, wo sie mit Ölkreide arbeitete. Danach kombinierte sie Öl- und Pastellmalerei. Zunächst benutzte sie Pastell auf Leinwand mit einer kleinen Zugabe von Öl. Später malte sie Ölbilder, bei denen sie mit Pastell Akzente setzte.
Mica Todorović starb 1981 in ihrer Heimatstadt. Sie erhielt die wichtigsten Auszeichnungen und Anerkennungen, unter anderem wurde eine Straße nach ihr benannt. Die große Sammlung ihrer Arbeiten der Kunstgalerie von Bosnien und Herzegowina umfasst etwa 300 Gemälde und mehr als 100 Zeichnungen.

## Katalog
- Mica Todorović und Azra Begić: Mica Todorović. Retrospektiva 1980. Umjetnička galerija Bosne i Hercegovine, Sarajevo 1980.